# 云南省 (清朝)
云南省（穆麟德轉寫：yūn nan golo），为清朝的内地十八省的一个省。1659年，设云南巡抚，1898年，戊戌变法一度废除云南巡抚，1904年，裁撤云南巡抚。1659年，设云贵总督，1661年，改为云南总督，1665年，合并为云贵总督，1673年，专设云南总督，1674年，复为云贵总督，1736年，云贵总督再改为云南总督，1747年，复为云贵总督。

## 历史
- 清世祖顺治十六年（1659年），派平西王吴三桂追捕永历。1662年，吴三桂从缅甸抓回永历皇帝，在昆明绞死。吴三桂驻守云南。康熙十二年（1673年），康熙决定削藩，吴三桂在昆明出兵反清。康熙二十年（1681年），清军攻破昆明，吴三桂之孙吴世璠自杀，三藩之乱失败。
- 晚清时期，英国征服缅甸，法国征服越南，两国势力对云南产生一定影响。边境地区开放了几处通商口岸：腾冲、蒙自、思茅。1910年，法国投资的滇越铁路（中国境内部分今名昆河铁路）通车，从此昆明可以通过越南转经海路，到达中国其他省份。同年，商办耀龙电灯公司引进德国水轮发电机2台共480千瓦，聘请德国工程师，在滇池惟一出水口螳螂川石龙坝，修建中国第一座水力发电站——石龙坝水电站。
- 1909年，清朝实行新政，云南编立新军，成立云南陆军讲武堂。

## 政区沿革
- 1659年，下辖云南府、大理府、临安府、楚雄府、澂江府、广南府、广西府、顺宁府、曲靖军民府、姚安军民府、鹤庆军民府、武定军民府、元江军民府、永昌军民府、景东府、北胜州、土丽江府、土蒙化府、土镇沅府、寻甸军民府
- 1666年，北胜州改属大理府，土蒙化府改为蒙化府，开化府从临安府划出
- 1669年，寻甸军民府改属曲靖军民府
- 1692年，北胜州从大理府划出
- 1698年，北胜州改为永北府
- 1723年，土丽江府改为丽江府
- 1724年，设威远厅
- 1726年，东川军民府由四川省来属
- 1727年，乌蒙府由四川省来属，姚安军民府改为姚安府
- 1728年，分元江府设普洱府
- 1730年，乌蒙府改为昭通府
- 1735年，威远厅属镇沅府
- 1765年，曲靖军民府改为曲靖府，东川军民府改为东川府，武定军民府改为武定府，元江军民府改为元江府，永昌军民府改为永昌府
- 1770年，姚安府废，改属楚雄府；鹤庆军民府废，改属丽江府；镇沅府改为镇沅州，广西府改为广西州，景东府改为景东厅，蒙化府改为蒙化厅，永北府改为永北厅
- 1820年，分永昌府设腾越厅
- 1822年，腾越厅属永昌府
- 1840年，镇沅州改为镇沅厅
- 1888年，分顺宁府设镇边厅
- 1908年，分昭通府设镇雄州

## 行政区划
| 云南省行政区划图（1820年） |
| 云南府 大理府 临安府 楚雄府 澂江府 广南府 顺宁府 曲靖府 丽江府 普洱府 永昌府 开化府 东川府 昭通府 景东厅 蒙化厅 永北厅 镇沅厅 广西州 武定州 元江州 腾越厅 |

| 道         | 府（府、直隶州、直隶厅） | 县（县、散州）                                                               |
| ---------- | ------------------------ | ---------------------------------------------------------------------------- |
| 云武道     | 云南府                   | 昆明县 富民县 宜良县 罗次县 呈贡县 禄丰县 易门县 晋宁州 昆阳州 安宁州 嵩明州 |
| 云武道     | 武定直隶州               | 元谋县 禄劝县                                                                |
| 迆西道     | 大理府                   | 太和县 赵州 云南县 邓川州 浪穹县 宾川州 云龙州                               |
| 迆西道     | 丽江府                   | 丽江县 鹤庆州 剑川州 维西厅 中甸厅                                           |
| 迆西道     | 楚雄府                   | 楚雄县 镇南州 南安州 姚州 大姚县 广通县 定远县                               |
| 迆西道     | 永昌府                   | 保山县 永平县 腾越厅 龙陵厅 永康州                                           |
| 迆西道     | 顺宁府                   | 顺宁县 云州 缅宁厅                                                           |
| 迆西道     | 永北直隶厅               | 华坪县                                                                       |
| 迆西道     | 蒙化直隶厅               |                                                                              |
| 迆西道     | 景东直隶厅               |                                                                              |
| 迆东道     | 曲靖府                   | 南宁县 沾益州 陆凉州 马龙州 罗平州 寻甸州 平彝县 宣威州                      |
| 迆东道     | 东川府                   | 会泽县 巧家厅                                                                |
| 迆东道     | 昭通府                   | 恩安县 永善县 大关厅 鲁甸厅 靖江县                                           |
| 迆东道     | 澂江府                   | 河阳县 江川县 新兴州 路南州                                                  |
| 迆东道     | 镇雄直隶州               | 彝良县                                                                       |
| 迆东道     | 广西直隶州               | 师宗县 弥勒县 丘北县                                                         |
| 临安开广道 | 临安府                   | 建水县 通海县 河西县 蒙自县 习峨县 石屏州 宁州 阿迷州 个旧厅                 |
| 临安开广道 | 广南府                   | 宝宁县 富州厅                                                                |
| 临安开广道 | 开化府                   | 文山县 安平厅                                                                |
| 迆南道     | 普洱府                   | 宁洱县 思茅厅 威远厅 他郎厅                                                  |
| 迆南道     | 元江直隶州               | 新平县                                                                       |
| 迆南道     | 镇沅直隶厅               | 恩乐县                                                                       |
| 迆南道     | 镇边直隶厅               |                                                                              |